# Sarinda silvatica
Sarinda silvatica är en spindelart som beskrevs av Arthur M. Chickering 1946. Sarinda silvatica ingår i släktet Sarinda och familjen hoppspindlar. Inga underarter finns listade i Catalogue of Life.